# Ръчна помпа
Помпа е устройство за подаване на течности – (вода, петролни продукти и др.) или нагнетяване (сгъстяване, действие с цел да се увеличи налягането на течността), на атмосферен въздух или газ, която работи на принципа на всмукването и нагнетяването.
Помпата е изобретена още в най-дълбока древност. Първата помпа за погасяване на пожари е изобретена от древногръцкият механик Ктесибий, през I век.
През средновековието, ръчните помпи са използвани в най-различни хидравлични машини.
- Ръчна помпа (анимация)
- Анимация
- Ръчна помпа
- Архимедов винт (ръчна помпа за напояване, Египет, около 1950 г.)
- Схема на архимедов винт (ръчна помпа)
- Старинна пожарникарска помпа (ок. 1740 г.)
- Помпа за гуми